# Istituto nazionale per la fisica della materia
L'Istituto nazionale per la fisica della materia (INFM) promuoveva, coordinava e realizzava attività di ricerca di base ed applicata attraverso una rete di 38 unità di ricerca, 4 gruppi coordinati ed un laboratorio nazionale in cui operavano circa 2800 tra docenti, ricercatori e tecnici. L'Istituto ha cessato di esistere come ente autonomo perché confluito nel Consiglio Nazionale delle Ricerche a partire dal 1º luglio 2005, ai sensi del decreto legislativo n. 127 del 2003 sul riordino del CNR. Uno degli aspetti principali dell'Istituto era la solida collaborazione instaurata tra laboratori di ricerca (tra cui il TASC e il MDM), strutture estere (tra cui ESRF e Institut Laue-Langevin (ILL) di Grenoble, Laboratoire Léon Brillouin di Parigi e numerose università italiane. La sede centrale dell'Istituto si trovava a Genova. Si è distinto a livello mondiale per quantità e qualità delle pubblicazioni scientifiche.